# 青泥镇
青泥镇，是中国江西省抚州市临川区所辖的一个镇。

## 行政区划
青泥镇下辖以下村级行政区划单位
青泥街社区、红官村、水西村、肖家村、许坊村、荣阳村、青泥村、黎家村、吴家村、湖山村、吴山村、黄道村、石街村、岭下村和高源村。